# Franco Montemurro
Franco Montemurro (eigentlich Francesco Montemurro; * 1. November 1920 in Neapel; † 1992 in Rom) war ein italienischer Regieassistent und Filmregisseur.

## Leben
Nach dem Abitur begann Montemurro zunächst als Schnittassistent zu arbeiten; ab 1951 begann er eine umfangreiche Tätigkeit als Regieassistent (sehr häufig für Dino Risi). 1962 schließlich inszenierte er seinen ersten von fünf Genrefilmen meist abenteuerlicher Natur. Für seine beiden Zorro-Filme verwendete er das Pseudonym Jean Monty.

## Filmografie
- 1962: Die graue Galeere (Odio mortale)
- 1966: Siebzehn Jahr, blondes Haar
- 1968: Uno corpo caldo per l’inferno
- 1969: Zorro – Graf von Navarra (Zorro marchese di Navarra)
- 1969: Zorro alla corte d’Inghilterra